# آل هارينغتون (ممثل)
آل هارينغتون (بالإنجليزية: Al Harrington)‏ هو ممثل أمريكي، ولد في 12 ديسمبر 1935 في الولايات المتحدة.

## أعمال

### أفلام
- (1994) فورست غامب

## وصلات خارجية
- آل هارينغتون على موقع IMDb (الإنجليزية)
- آل هارينغتون على موقع ألو سيني (الفرنسية)
- آل هارينغتون على موقع قاعدة بيانات الفيلم (الإنجليزية)